# Open brief uit 1966 over de Vrijmaking in 1944
De Open brief uit 1966 over de Vrijmaking in 1944 is een open brief die in 1966 werd geschreven door, onder anderen, Berend Schoep. Deze gebeurtenis leidde in 1967 tot een scheuring in de Gereformeerde Kerken vrijgemaakt in kerken 'binnen verband' en kerken 'buiten verband'. Uit die laatste zijn naderhand de Nederlands Gereformeerde Kerken ontstaan.
In de brief ageerde Berend Schoep tegen de gedachte dat de Vrijmaking van 1944 Gods bedoeling was geweest.
De Open Brief ontstond door een verschil in opvatting over de betekenis van de Vrijmaking, de kerkscheuring in 1944 die ertoe leidde dat de Gereformeerde Kerken vrijgemaakt zich afscheidden van de Gereformeerde Kerken in Nederland. Hoewel de heersende opvatting onder de vrijgemaakte kerken was dat zij bevrijd waren van de - in hun ogen - "valse" leer in de GKN, werd de oecumene onder de christenen door Schoep en gelijkgestemden belangrijker gevonden.
De Open Brief was geschreven als hart onder de riem voor de Tehuis-Gemeente in Groningen. Deze gemeente was ontstaan nadat haar predikant, ds. A van der Ziel, afgezet was als predikant in de vrijgemaakte kerken, omdat hij contact gezocht had met de Gereformeerde Kerken in Nederland. Begin 1966 had deze gemeente om steun en voorbede gevraagd, en de Open Brief was hier een reactie op. A. Sneep, de toenmalige directeur van uitgeverij Buijten & Schipperheijn, stuurde de brief door aan mensen van wie gedacht werd dat zij de brief zouden mede-ondertekenen. Hij publiceerde de door 25 'vrijgemaakten', in alfabetische volgorde, ondertekende, ongedateerde, brief op 31 oktober 1966 (Hervormingsdag).
Binnen de gereformeerde wereld in Nederland kwam deze brief bekend te staan onder de naam 'Open Brief'.